# 25-та паралель південної широти
25-та паралель південної широти — лінія широти, що лежить на 25 градусів південніше земної екваторіальної площини. Вона проходить через Атлантичний океан, Африку, Індійський океан, Австралазію, Тихий океан та Південну Америку.

## Список географічних об'єктів, що перетинає 25° пд. ш.
Починаючи з Гринвіцького меридіану та рухаючись на схід, 25-та паралель південної широти проходить через:
| Координати                                                   | Країна, територія або море | Примітки                                                              |
| ------------------------------------------------------------ | -------------------------- | --------------------------------------------------------------------- |
| 25°0′ пд. ш. 0°0′ сх. д. / 25.000° пд. ш. 0.000° сх. д.      | Атлантичний океан          |                                                                       |
| 25°0′ пд. ш. 14°50′ сх. д. / 25.000° пд. ш. 14.833° сх. д.   | Намібія                    |                                                                       |
| 25°0′ пд. ш. 20°0′ сх. д. / 25.000° пд. ш. 20.000° сх. д.    | ПАР                        | Північнокапська провінція                                             |
| 25°0′ пд. ш. 20°20′ сх. д. / 25.000° пд. ш. 20.333° сх. д.   | Ботсвана                   |                                                                       |
| 25°0′ пд. ш. 25°50′ сх. д. / 25.000° пд. ш. 25.833° сх. д.   | ПАР                        | Північно-Західна провінція Лімпопо Мпумаланга                         |
| 25°0′ пд. ш. 32°2′ сх. д. / 25.000° пд. ш. 32.033° сх. д.    | Мозамбік                   |                                                                       |
| 25°0′ пд. ш. 34°4′ сх. д. / 25.000° пд. ш. 34.067° сх. д.    | Мозамбіцька протока        |                                                                       |
| 25°0′ пд. ш. 44°2′ сх. д. / 25.000° пд. ш. 44.033° сх. д.    | Мадагаскар                 | Проходить через острів Мадагаскар                                     |
| 25°0′ пд. ш. 47°0′ сх. д. / 25.000° пд. ш. 47.000° сх. д.    | Індійський океан           |                                                                       |
| 25°0′ пд. ш. 113°7′ сх. д. / 25.000° пд. ш. 113.117° сх. д.  | Австралія                  | Західна Австралія — проходить через острів Дорре[en]                  |
| 25°0′ пд. ш. 113°7′ сх. д. / 25.000° пд. ш. 113.117° сх. д.  | Протока Географа[en]       |                                                                       |
| 25°0′ пд. ш. 113°39′ сх. д. / 25.000° пд. ш. 113.650° сх. д. | Австралія                  | Західна Австралія Північна Територія Квінсленд                        |
| 25°0′ пд. ш. 152°30′ сх. д. / 25.000° пд. ш. 152.500° сх. д. | Коралове море              |                                                                       |
| 25°0′ пд. ш. 153°13′ сх. д. / 25.000° пд. ш. 153.217° сх. д. | Австралія                  | Квінсленд — проходить через острів К'Гарі                             |
| 25°0′ пд. ш. 153°21′ сх. д. / 25.000° пд. ш. 153.350° сх. д. | Коралове море              |                                                                       |
| 25°0′ пд. ш. 164°55′ сх. д. / 25.000° пд. ш. 164.917° сх. д. | Тихий океан                | Проходить північніше острова Піткерн[en], Піткерн                     |
| 25°0′ пд. ш. 70°28′ зх. д. / 25.000° пд. ш. 70.467° зх. д.   | Чилі                       | Антофагаста                                                           |
| 25°0′ пд. ш. 68°24′ зх. д. / 25.000° пд. ш. 68.400° зх. д.   | Аргентина                  |                                                                       |
| 25°0′ пд. ш. 58°8′ зх. д. / 25.000° пд. ш. 58.133° зх. д.    | Парагвай                   |                                                                       |
| 25°0′ пд. ш. 54°27′ зх. д. / 25.000° пд. ш. 54.450° зх. д.   | Бразилія                   | Парана — проходить північніше Куритиби Сан-Паулу — приблизно на 10 км |
| 25°0′ пд. ш. 47°52′ зх. д. / 25.000° пд. ш. 47.867° зх. д.   | Атлантичний океан          |                                                                       |